# Подесва, Джереми
Джереми Подесва (англ. Jeremy Podeswa; род. 5 ноября 1962, Торонто, Канада) — канадский режиссёр кино и телевидения. Он известен как режиссёр фильмов «Пять чувств» (1999) и «Осколки» (2007). Он также работал режиссёром таких телесериалов «Клиент всегда мёртв», «Части тела», «Тюдоры», «Близкие друзья» и мини-сериала канала HBO о Второй мировой войне «Тихий океан». Он также написал сценарии к нескольким фильмам.
В 2014 году, он срежиссировал пятый и шестой эпизоды пятого сезона сериала канала HBO «Игра престолов», получив номинацию на премию «Эмми» за лучшую режиссуру драматического сериала за последний эпизод. Он также снял два эпизода шестого сезона шоу. Он вернулся, чтобы снять два эпизода для седьмого сезона сериала.

## Биография
Подесва родился в 1962 году в Торонто, Онтарио. Его отец был польско-еврейским рисовальщиком, и единственным из его ближайших родственников, который выбрался из нацистского лагеря живым. Подесва окончил программу киностудии в «Университете Райерсона» и центр для продвинутых киностудий в «Американском институте киноискусства» (теперь консерватория AFI). Подесва — гей.

## Награды
Подесва был дважды награждён премией «Джини» в 2000 году как Лучший режиссёр за фильм «Пять чувств», за который также получил её за лучший фильм.

## Фильмография

### Телевидение
Список эпизодов телесериалов, снятые Подесвой:
| Год       | Название                                  | Ориг. название                | Примечания |
| --------- | ----------------------------------------- | ----------------------------- | --- |
| 2001-2004 | Близкие друзья                            | Queer as Folk                 | 4 эпизода |
| 2001-2005 | Клиент всегда мёртв                       | Six Feet Under                | 5 эпизодов |
| 2003-2005 | Карнавал                                  | Carnivàle                     | 4 эпизода |
| 2003      | Части тела                                | Nip/Tuck                      | 2 эпизода (3 сезон) |
| 2004      | Секс в другом городе                      | The L Word                    | 1 эпизод |
| 2004      | Чудопад                                   | Wonderfalls                   | 1 эпизод |
| 2005      | Рим                                       | Rome                          | 1 эпизод |
| 2005      | На Запад                                  | Into the West                 | 1 эпизод |
| 2005      | Женщина-президент                         | Commander in Chief            | 1 эпизод |
| 2007      | Декстер                                   | Dexter                        | 1 эпизод |
| 2007      | Джон из Цинциннати                        | John from Cincinnati          | 1 эпизод |
| 2007-2010 | Тюдоры                                    | The Tudors                    | 8 эпизодов |
| 2009      | Дурман                                    | Weeds                         | 1 эпизод |
| 2010      | Тихий океан                               | The Pacific                   | 3 эпизода (1 вместе с Дэвидом Наттером) Номинация — Премия «Эмми» за лучшую режиссуру мини-сериала, фильма или драматической программы |
| 2010-2014 | Подпольная империя                        | Boardwalk Empire              | 7 эпизодов Номинация — Премия «Эмми» за лучшую режиссуру драматического сериала                                                        |
| 2011      | Камелот                                   | Camelot                       | 2 эпизода |
| 2011      | Борджиа                                   | The Borgias                   | 3 эпизода |
| 2011      | Настоящая кровь                           | True Blood                    | 1 эпизод |
| 2012      | Родина                                    | Homeland                      | 1 эпизод |
| 2012      | Американская история ужасов: Психбольница | American Horror Story: Asylum | 1 эпизод |
| 2012-2013 | Новости                                   | The Newsroom                  | 2 эпизода |
| 2013      | Ходячие мертвецы                          | The Walking Dead              | 1 эпизод |
| 2013      | Рэй Донован                               | Ray Donovan                   | 1 эпизод |
| 2013      | Американская история ужасов: Шабаш        | American Horror Story: Coven  | 1 эпизод |
| 2015-2017 | Игра престолов                            | Game of Thrones               | 6 эпизодов Номинация — Премия «Эмми» за лучшую режиссуру драматического сериала                                                        |
| 2015      | Настоящий детектив                        | True Detective                | 1 эпизод |
| 2018      | Здесь и сейчас                            | Here and Now                  | 2 эпизода |

### Фильмы
- Затмение / Eclipse (1994)
- Пять чувств / The Five Senses (1999)
- Осколки / Fugitive Pieces (2007)